# Nomoneura bezzii
Nomoneura bezzii is een vliegensoort uit de familie Mydidae. De wetenschappelijke naam van de soort is voor het eerst geldig gepubliceerd in 1975 door Hesse.
De soort komt voor in Zuid-Afrika.